# Edmund Heyneck
Julius Edmund Heyneck (* 3. September 1868 in Leißling; † nicht ermittelt) war ein deutscher Musiker.

## Leben und Werk
Nach dem Schulbesuch ging Heyneck von Oktober 1886 bis Ostern 1889 an das Königlich Sächsische Konservatorium nach Leipzig. Ab 1891 war er als Solo-Klarinettist im Theater- und Gewandhausorchester in Leipzig aktiv. Von 1902 bis 1936 war er Lehrer (Professor für Musik) am Konservatorium der Musik in Leipzig. Zu seinen Schülern zählte Helmut Reinhardt. Der Komponist Karl Hoyer widmete ihm seine Sonate für Klarinette und Klavier (op. 55).
Bekannt wurde er u. a. durch die Herausgabe der Lehrbücher Klarinette – eine Sammlung schwieriger Stellen aus Sinfonien, Opern und anderen Orchesterwerken und Hofmeister Orchesterstudien.